# اولده‌هولت‌ولده
اولدهولتولد (به هلندی: Oldeholtwolde) یک منطقهٔ مسکونی در هلند است که در وست‌استلینگ‌ورف واقع شده‌است. اولدهولتولد ۱۴۹ نفر جمعیت دارد.